# Болеслав Побожни
Болеслав Побожни (1224/27 — 14. април 1279) је био војвода Велике Пољске током 1239—1247 (према неким историчарима током 1239—1241, једини војвода од Ујшћеа), војвода од Калиша током 1247—1249. 1249–1250, војвода од Гњезно-Калиша током 1253–1257, војвода целе Велике Пољске и Познања током 1257–1273, 1261. владар над Лодом, намесник војводства Мазовије, Плоцка и Черска, руковођа током 1261. године. над Бидгошчом током 1268–1273, војвода од Иновроцлава током 1271–1273, и војвода од Гњезно-Калиша од 1273. до његове смрти.
Био је други син Владислава Одоника, војводе Велике Пољске и његове супруге Јадвиге, која је вероватно била ћерка Мествина I, војводе од Помераније, или припадника династије Пшемисла. Његово име је било веома популарно у династији Пјаста, тако да се не зна тачно по коме је добио име. Врло брзо Болеслав је добио надимак „Побожни“ (латински: Пиус, пољски: Побозни), који му је за живота дала Хроника каптола из Познања. Године 1264. Болеслав је дао прву писану привилегију Јеврејима Велике Пољске.

## Младост
Током младости Болеслав је наставио жестоки спор његовог оца против Владислава III Спиндлешанкса (свог сопственог стрица) за наследство. Међутим, Владислав Одоник се добро старао о васпитању свог потомства, о чему сведочи чињеница да је Болеслав, као и његов старији брат Пшемисл I, умео да чита и пише латински.

## Старатељство Пшемисла I
Пошто је Болеслав био малолетан када је војвода Владислав Одоник умро 5. јуна 1239. године, његов старији брат војвода Пшемисл I је у почетку владао сам. Историчари се слажу да је територија коју су браћа наследила била мала, али се не слажу око тога да ли се простирала даље од Ујшћа и Накла у северној Пољској. Године 1241. војвода Пшемисл I и Болеслав су почели да враћају земље које је њихов отац изгубио. До 1243. године, браћа су повратила већину војводстава Познањ и Гњезно, 1244. Калиш, 1247. Санток, а 1249. Виелун. Године 1244. Болеслав је подржао свог брата у сукобу између локалног племства и свештенства предвођеног бискупом Познања Богуфалом II због привилегија које је њихов отац доделио непосредно пре његове смрти. Дана 24. априла 1245. године, војвода Пшемисл I је признао Болеславово пунолетство тако што га је прогласио витезом током свечане мисе у част светог Адалберта Прашког у Гњезну, коју је служио надбискуп Пешка Лиз.
Недељивост војводства није била по вољи Болеславу, па је 1247. године, убедио свог брата војводу Пшемисла I да обезбеди територију којом ће самостално владати: земљу између реке Просне и Пшемта, северно од реке Варте и одатле до реке Одре; укратко било је то војводство Калиш. Ову поделу, иако прилично неправедну за војводу Болеслава V`, Црква је одобрила, а након што је протестовао, запрећено му је екскомуникацијом. Упркос чињеници да је сада имао свој посед, војвода Болеслав V није водио спољну политику; ово би и даље била одговорност његовог брата. То је откривено током спора са војводом Казимиром I Кујавским око поседовања Ладзке, коју му је дао војвода Хенрик II Побожни као мираз за своју ћерку Констанцу, другу жену војводе Казимира I. Ову одлуку нису признали синови војводе Владислава III Одоника, али су се на крају помирили и чак потписали савез са Кујавским војводом, чиме је практично окончан сваки покушај промене власништва над спорним земљиштем.
Године 1249. војвода Болеслав V га је, незадовољан старатељством свог старијег брата, убедио да изврши нову поделу њиховог наследства. Добио је војводства Калиш и Гњезно, уз додатак Виелуња, који је недавно враћен под власт синова војводе Владислава III Одоника. Ова нова подела је очигледно направљена мирним путем, јер су касније те исте године браћа заједно дала подршку војводи Конраду I од Глогова против његовог брата великог војводе Болеслава II Ћелавог. Међутим, 19. маја 1250. године, догодио се необјашњив догађај, о коме се говори у Хроници Велике Пољске:
"Пшемисл је заробио свог брата Болеслава и заузео све његове земље и дворце."
Сукоб свакако није био безначајан, пошто је војовда Болеслав V, захваљујући притисцима моћног великопољског свештенства, своју слободу повратио тек 20. априла 1253. године. До коначног помирења између браће дошло је у мају те године на састанку у Погорзелици код Гиецза, где је захваљујући посредовању Пелке, надбискупа Гњезна, војвода Болеслав V повратио своје војводство Калиш-Гњезно. Након тога браћа су без проблема сарађивала, али је војвода Болеслав V ипак био уклоњен из спољне политике Велике Пољске. Војвода Болеслав V је 8. маја 1254. године, учествовао на националном конгресу кнезова Пјаста у Кракову поводом канонизације Светог Станислава, где су одлучили да формирају коалицију против Свјатополка II, војводе од Помераније. Међу принчевима који су учествовали били су његов брат војвода Пшемисл I, војвода Казимир I Кујавски, војвода Симовит I од Мазовије, војвода Владислав I од Опоља и војвода Болеслав V Чедни. У септембру те године војвода Болеслав V је учествовао у експедицији против војводе Хенрика III Белог коју су покренули његов брат и војвода Конрад I од Глогова.

## Самостална владавина

### Спољна политика
Дана 4. јуна 1257. године, умро је војвода Пшемисл I са само 36 година. Смрћу његовог брата војводи Болеславу V су се отворили нови хоризонти. Постао је неприкосновени једини владар над целом Великом Пољском. Иако је постхумни син његовог брата, војвода Пшемисл II, рођен 14. октобра те године, војвода Болеслав V је био његов старатељ све док није проглашен пунолетним. Прва Болеславова нова спољна политика био је његов брак 1258. године, са принцезом Јоландом (Хеленом), ћерком угарског краља Беле IV. Ова унија резултирала је трајном везом између војводе Болеслава V и Мађарске, што се огледало у помоћи датој у сукобу са Бохемијом након изумирања куће Бабенберг. За војводу Болеслава V, овај савез га је коштао пустошења Велике Пољске током зиме 1267-1268. године, од стране трупа чешког краља Отакара II током његовог повратка са експедиције против Пруса. Једна од етапа овог рата било је и путовање војводе Болеслава V заједно са војводом Болеславом V Чедним и војводом Лешеком II Црним у јесен 1273. године, да би посетио војводу Владислава I од Опоља, савезника династије Пшемисла.

### Односи са Мазовијом и Кујавијом
Током 1258-1261. године, војвода Болеслав Побожни је био умешан у дуг и деструктиван рат против војводе Казимира I Кујавског и његовог савезника војводе Свантополка II за кастеланију Ладзку. У том циљу, великопољски војвода се удружио са Вартиславом III, војводом од Помераније-Демина, војводом Сјемовитом I од Мазовије, војводом Болеславом V Чедним и Романом Даниловичем, кнезом од Навагрудака. Рат је завршен пуном победом и Ладзка је припојен Великој Пољској. Формални уговор је потписан 29. новембра 1259. године; међутим, војвода Казимир I је одложио испуњење одредби споразума, што је 1261. године, довело до новог војног похода.
Дана 23. јуна 1262. године, војвода Сејмовит I је убијен од стране литванских трупа, а његов најстарији син војвода Конрад II је заробљен. И војвода Конрад II и његов млађи брат војвода Болеслав II били су у то време малолетни; из тог разлога, Војвода Болеслав Побожни је постао намесник њихових домена (војводства Мазовије, Плоцка и Черска) у наредне две године, све до 1264. године, када је војвода Конрад II добио слободу и вратио се у Мазовију.
Године 1268. војвода Болеслав Побожни се поново мешао у Кујавске послове. Син војводе Казимира I, војвода Земомисл од Иновроцлава, следио је политику сарадње са Тевтонским редом и војводом Самбором II од Помераније, који је постао његов таст. То је изазвало дубоко незадовољство локалног племства, које је позвало војводу Болеслава Побожног у помоћ. Великопољски војвода је брзо заузео Рађејов, Крушвицу и замак у Бидгошч; међутим, брзом акцијом војвода Земомисл је повратио привремену контролу над овом земљом.
Упркос овом успеху, војвода Земомисл је наставио са својом немачко-померанском политиком, што је изазвало нову побуну његових поданика, који су поново позвали војводу Болеслава Побожног у помоћ: 1271 године, је извршио инвазију на војводство Иновроцлав и приморао војводу Земомисла да побегне. Војвода Болеслав Побожни је задржао Војводство до 1273. године, када га је дао Земомисловом брату војводи Лешку II Црном, осим Рађејева и Крушвице, који су остали у Великој Пољској.

### Рат против Бранденбурга
Од почетка своје самосталне владавине, војвода Болеслав Побожни је успоставио контакте са маркгрофовијом Бранденбургом, којом је владала кућа Асканија; у томе је следио политику свог брата војводе Пшемисла I, који је чак верио своју најстарију ћерку Констанцу са Конрадом, сином маркгрофа Јована I. Три године након смрти војводе Пшемисла I (1260.), Констанција и Конрад су се званично венчали. Као мираз, Бранденбург је добио кастеланије Санток (али без важног главног града) уз сагласност виец-а поново уједињеног у Великој Пољској, који је одржан 1. јула 1260. у Познању.
Међутим, очекивани мир због овог брака био је кратког даха. Почетком 1265. године, Бранденбург је заузео главни град Санток и прекршио претходни споразум. Захваљујући непосредној дипломатској интервенцији, војвода Болеслав Побожни је убрзо потписао нови уговор са Бранденбургом, по коме је Велика Пољска спалила тврђаву изграђену у Дрезденку, а Бранденбург је спалио и своју тврђаву у Сантоку. Али 1269. године, поново је избио рат са Бранденбургом. Саградили су тврђаву у Суленћину, а као одговор војвода Болеслав Побожни је урадио исту ствар у Мјендзижечу. Инвазију на Мједзижеч коју су покренули маркгрофови Бранденбурга успешно је одбио војвода Болеслав Побожни, који је у децембру 1269. године, могао да напредује до Лебуса и поред тога, током ове експедиције спалио је неколико тврђава, укључујући и ону новосаграђену у Сулећину. Обе стране су склопиле нови споразум и обновљене су тврђаве у Сантоку (од Бранденбурга) и Дрезденку (од Велике Пољске). Потоњу је Бранденбург заузео 1270. године. Из тог разлога, војвода Болеслав Побожни је у пролеће 1271. године, организовао велику војну експедицију против Сантока и Нојмарка, страшно опустошивши ову земљу, али није могао да поврати изгубљене области.
Рат са династијом Асканија није био ограничен само на погранична подручја Велике Пољске. До 1272. године, војвода Болеслав Побожни је ушао у савез са Мествином II, војводом од Помераније-Гдањска; годину дана касније (1273.) обновио је омаж Бранденбургу и обећао помоћ маркгрофовству против свих његових непријатеља, осим војводе од Велике Пољске. Исте године покренута је још једна експедиција против Бранденбурга. Иако је номинално вођство над трупама војвода Болеслав Побожни дао свом младом синовцу војводи Пшемислу II, експедицију су заправо предводили искусни команданти као што су војвода Познања, Прзедпелк Лодзиа, и кастелан Калиш Јанека. Успешно су поново освојили и Дрезденк и Стшелце Крајењскје. Последњи поход против Бранденбурга за време Болеслављевог живота трајао је у лето 1278. године, када су великопољске трупе напредовале до Мислибожа и на крају повратиле Санток.

### Унутрашња политика
Војвода Болеслав Побожни је наставио политику војовде Пшемисла I и задржао на њиховим позицијама племиће које је он именовао. Такође је развио добре односе са Црквом, покушавајући да утиче на именовање најважнијих верских функција. Његова великодушност према свештенству омогућила је фрањевцима да 1259. године, успоставе положај у Гњезну. Такође за време његове владавине основан је манастир Клариса у Гњезну, који је остао недовршен чак и у време смрти војводе Пшемисла II.
Дана 16. августа 1264. године, војвода Болеслав Побожни је дао прву писану привилегију Јеврејима Велике Пољске (Калишки статут). Њиме је регулисана судска власт над јеврејским становништвом и јеврејска кредитна и трговачка делатност. Релативно либерални статут служио је као основа за јеврејске привилегије у Пољској до 1795. године.

### Последње године
Године 1273, након победоносне експедиције на Бранденбург, војвода Пшемисл II је почео да тражи своје засебно војводство. Не могавши да се суочи са снажним притиском, војовда Болеслав Побожни је пристао на ово и дао свом синовцу округ Познањ. Да би везао војводу Пшемисла II својом политиком, војвода Болеслав Побожни је договорио брак свог синовца са Лудгардом, ћерком војводе Хенрика I Ходочасника, господара Мекленбурга. Поред тога, Лудгарда је била унука војводе Барнима I од Помераније, и захваљујући овој унији савез са Западном Померанијом је ојачан. Политички пут војвода великопољских, међутим, убрзо се проширио, пошто је војвода Пшемисл II ступио у савез са војводом Хенриком IV Пробом, а војовда Болеслав Побожни је, користећи затвочеништво војводе Хенрика IV 1277. године, покушао да изнуди финансијске уступке. Војвода Болеслав Побожни је ову политику подржао удајом своје прворођене ћерке Елизабете за војводу Хенрика V Дебелог, војводу од Легнице.
Војовда Болеслав Побожни је умро 14. априла 1279. године, у Калишу и сахрањен је у Архикатедралној базилици Светог Петра и Павла у Познању.

## Брак и деца
Године 1258. војвода Болеслав Побожни се оженио принцезом Јоландом (Хеленом) (1244 – 16/17. јуна после 1304. године), ћерком угарског краља Беле IV. Имали су:
- Елизабета (1261/63 – септембар 1304. године), удата 1273. године, за Хенрика V, војводу од Легнице.
- Јадвига (1270/75 – 10. децембар 1339. године), удата у јануару 1293. године, за Владислава I Кратког,[4] војводу Кујавске и после 1320. године, краља Пољске.
- Ана (1276/78 –  пре 1300. године), монахиња у Гњезну.

Након што је војвода Болеслав Побожни умро без мушких наследника, цело великопољско војводство је припало његовом једином синовцу војводи Пшемислу II, који је крунисан за краља Пољске 1295. године, али је убијен следеће године. Његовом смрћу је изумрла великопољска грана династије Пјаста.